# SN 2005df
SN 2005df var en typ Ia supernova i galaxen NGC 1559. Den upptäcktes i Australien av Robert Evans en tidig morgon den 5 augusti, 2005 och hade då en magnitud på +13.8. Den nådde sin högsta magnitud 10 dagar senare; +12.3.
SN 2005df var den 110:de supernovan som upptäcktes år 2005.